# Haylea Petrie
Pour les articles homonymes, voir Petrie.
Haylea Petrie (Wee Waa, Nouvelle-Galles du Sud, 5 juillet 1969 - ) est une joueuse de softball australienne. En 1996, elle remporta une médaille de bronze en softball aux Jeux olympiques d'Atlanta avec l'équipe australienne de softball.